# Costa del Sol Airport
Costa del Sol Airport är en flygplats i Chile.   Den ligger i provinsen Provincia de Cardenal Caro och regionen Región de O'Higgins, i den södra delen av landet, 110 km sydväst om huvudstaden Santiago de Chile. Costa del Sol Airport ligger 137 meter över havet. Den ligger vid sjön Lago Rapel.
Terrängen runt Costa del Sol Airport är platt åt sydväst, men åt nordost är den kuperad. Runt Costa del Sol Airport är det ganska glesbefolkat, med 30 invånare per kvadratkilometer.. 
Trakten runt Costa del Sol Airport består till största delen av jordbruksmark.